# Red Sonja (2025)
Red Sonja ist ein US-amerikanischer
Low-Fantasy-Film der Comicfigur Red Sonja mit Matilda Lutz in der Hauptrolle. Der Film wurde in den Vereinigten Staaten am 13. August 2025 veröffentlicht.

## Produktion
Nach dem Film von 1985 mit Brigitte Nielsen in der Hauptrolle war eine zweite Verfilmung von Red Sonja in Entwicklung. 2008 arbeiteten Robert Rodriguez und seine Produktionsfirma Troublemaker Studios an einer Version mit Rose McGowan in der Titelrolle. 2009 wurde das Projekt jedoch eingestellt. Im Februar 2010 kündigte der Rechteinhaber Nu Image einen neuen Anlauf unter der Regie von Simon West an. Produzent Avi Lerner äußerte den Wunsch, Amber Heard in der Hauptrolle zu besetzen. Am 26. Februar 2015 wurde Christopher Cosmos beauftragt, das Drehbuch neu zu schreiben. Laut Deadline sollte Millennium Films den neuen Red Sonja-Film finanzieren und produzieren. Ashley Miller übernahm das Drehbuch.
Im Oktober 2018 wurde Bryan Singer als Regisseur bestätigt. Nachdem ihm im Januar 2019 mehrere Männer sexuellen Missbrauch vorgeworfen hatten, verteidigte Lerner ihn zunächst in einer öffentlichen Stellungnahme. Im Februar 2019 zog Millennium Films das Projekt jedoch zurück. Im März trennte sich Lerner endgültig von Singer, da kein US-Vertrieb gefunden werden konnte. Im Juni 2019 stieg Joey Soloway als Autorin, Regisseurin und Produzentin in das Projekt ein. Im Februar 2021 wurde Tasha Huo beauftragt, das Drehbuch mit Soloway zu schreiben und das Casting sollte beginnen. Im Mai 2021 wurde Hannah John-Kamen in der Titelrolle besetzt. Im März 2022 verließen John-Kamen und Soloway das Projekt. M. J. Bassett wurde die neue Regisseurin. Im August bestätigte Millennium, dass der Film mit der Produktion begonnen hatte und Matilda Lutz die Titelrolle spielt.
In den USA bekam der Film einen R-Rated. Vom British Board of Film Classification wurde der Film ab 15 Jahren freigegeben.
Der Film wurde in den Vereinigten Staaten am 13. August 2025 durch Samuel Goldwyn Films veröffentlicht. Eine digitale Veröffentlichung ist für den 29. August 2025 geplant.